# Yale Gracey
Yale Gracey (1910 - 1983) était « imaginieur », écrivain et artiste pour de nombreux courts métrages d'animation de Disney.

## Biographie
Il entre aux Studios Disney en 1939 comme artiste de layout pour le film Pinocchio (1940).
Il a participé à des grands classiques comme Les Trois Caballeros (1944) et Fantasia (1940).
En 1961, il rejoint les WED Entreprises où il conçoit un grand nombre des effets spéciaux pour Haunted Mansion et les effets de feu utilisés dans l'attraction Pirates of the Caribbean. Afin de l'honorer, le fantôme à l'entrée de la maison hantée, le « Ghost Host » porte le  nom de « Master Gracey ».
Il a pris sa retraite en 1975.
Il a été nommé Disney Legends en 1999.

## Filmographie
Layout si non précisé
- 1940 : Pinocchio (directeur artistique)
- 1940 : Fantasia (directeur artistique)
- 1942 : Saludos Amigos (décor)
- 1944 : Donald est de sortie (Donald's Off Day)
- 1944 : Les Trois Caballeros
- 1945 : Donald et le Fakir (The Eyes Have It)
- 1945 : Donald et Dingo marins
- 1946 : Chevalier d'un jour (A Knight for a Day)
- 1946 : Donald gardien de phare
- 1946 : Donald, ramenez-le vivant (Frank Duck Brings 'em Back Alive)
- 1946 : Double Dribble
- 1947 : Straight Shooters
- 1947 : Le Clown de la jungle (Clown of the Jungle)
- 1947 : Pépé le grillon (Bootle Beetle)
- 1947 : Dingo va à la chasse (Foul Hunting)
- 1947 : Mail Dog
- 1947 : Donald chez les écureuils
- 1948 : Ils sont partis (They're Off)
- 1948 : Donald décorateur (Inferior Decorator)
- 1948 : À la soupe ! (Soup's On)
- 1948 : Le petit déjeuner est servi (Three for Breakfast)
- 1949 : Donald et les Fourmis (Tea for Two Hundred)
- 1949 : Pile ou Farces (Donald's Happy Birthday)
- 1949 : Sea Salts
- 1949 : Donald forestier (Winter Storage)
- 1949 : Le Miel de Donald (Honey Harvester)
- 1949 : Donald fait son beurre (All in a Nutshell)
- 1949 : Jardin paradisiaque (The Greener Yard)
- 1949 : Slide, Donald, Slide
- 1949 : Donald et son arbre de Noël
- 1950 : Attention au lion (Lion Around)
- 1950 : La Roulotte de Donald
- 1950 : Donald pêcheur (Hook, Lion and Sinker)
- 1950 : Donald à la plage
- 1950 : Donald blagueur
- 1951 : Drôle de poussin (Chicken in the Rough)
- 1951 : Dude Duck
- 1951 : Une partie de pop-corn (Corn Chips)
- 1951 : Donald pilote d'essai
- 1951 : Donald gagne le gros lot (Lucky Number)
- 1951 : Bon pour le modèle réduit (Out of Scale)
- 1951 : Donald et la Sentinelle (Bee on Guard)
- 1952 : Le Verger de Donald (Donald Applecore)
- 1952 : Lambert le lion peureux (Lambert the Sheepish Lion)
- 1952 : Tic et Tac séducteurs (Two Chips and a Miss)
- 1952 : Let's Stick Together
- 1952 : Uncle Donald's Ants
- 1952 : Donald et la Sorcière (Trick or Treat) (décor et layout)
- 1952 : L'Arbre de Noël de Pluto (Pluto's Christmas Tree)
- 1953 : La Fontaine de jouvence de Donald
- 1953 : Le Nouveau Voisin
- 1953 : Rugged Bear
- 1953 : Les Cacahuètes de Donald (Working for Peanuts)
- 1953 : Canvas Back Duck
- 1954 : Donald et les Pygmées cannibales (Spare the Rod)
- 1954 : Le Dragon mécanique
- 1954 : Donald visite le parc de Brownstone (Grin and Bear It)
- 1954 : The Flying Squirrel
- 1955 : No Hunting
- 1955 : Un sommeil d'ours
- 1955 : Donald et les Abeilles
- 1955 : Donald flotteur de bois (Up a Tree)
- 1956 : In the Bag